# Tétraogalle du Tibet
Tetraogallus tibetanus
Espèce
Statut de conservation UICN

 LC  : Préoccupation mineure
Statut CITES
Le Tétraogalle du Tibet (Tetraogallus tibetanus) est une espèce d'oiseaux de la famille des Phasianidae.

## Distribution
Massifs du Pamir et de l’Himalaya. De l’est du Tajikistan au sud du Kansou et au nord-ouest du Seutchouan, par le nord du Népal, le Sikkim (Inde), le Bhoutan, le Xinjiang et le Qinghai (Chine). Au sud il atteint le sud-est du Tibet, l’extrême nord de l’Assam et le nord du Yunnan.

## Sous-espèces
- T. t. tibetanus Gould, 1854 est la forme nominale qui se rencontre dans l’est du Pamir (Tajikistan), l’est de l’Afghanistan, le nord-ouest de l’Inde et l’ouest du plateau tibétain.
- T. t. tschimenensis Sushkin, 1926. Cette forme se rencontre dans les monts Kun Lun (limite entre le Xinjiang et le Tibet).
- T. t. aquilonifer  Meinertzhagen & Meinertzhagen, 1926 est plus grise que la forme nominative. Elle se rencontre dans le nord du Népal, le Sikkim, le Bhoutan, le nord de l’Assam et le sud du Xinjiang.
- T. t. henrici  Oustalet, 1892 elle se rencontre dans l’est du Xinjiang, l’ouest du Seutchouan.
- T. t. przewalskii  Bianchi, 1907 vit dans le Qinghai, l’ouest du Kansou et le nord du Seutchouan.
- T. t. yunnanensis Yang & Xu, 1987 a été décrit récemment pour une forme rencontrée dans le nord du Yunnan.

## Habitat
Le tétraogalle du Tibet vit habituellement entre 3500m et 5500m, c’est-à-dire plus haut que le tétraogalle de l’Himalaya. Il affectionne les prairies alpines dénudées ou à herbe rase, parsemées de gros rochers qui servent à la fois de perchoirs et de protection contre le soleil et les prédateurs (Hennache & Ottaviani 2011). Li & Liu (2008) le disent fréquent autour des monastères en raison de la protection dont il y bénéficie et du complément alimentaire distribué par les moines. Il peut descendre jusqu’à 2400m lors des hivers rigoureux mais évite toujours les bordures forestières, même dans les pires conditions climatiques.

## Alimentation
L’alimentation consiste en baies, graines, racines, pousses et petits insectes. Les jeunes consommeraient plutôt de jeunes pousses (Lu 2002).

## Mœurs
Sauf pendant la saison de reproduction, le tétraogalle du Tibet vit en compagnies qui, en hiver, peuvent compter plus de 50 individus. Certains écrits rapportent même qu’en automne, juste avant de migrer à plus basse altitude, ces regroupements pourraient atteindre plusieurs milliers d’oiseaux (Madge &  McGowan 2002).

## Voix
A l’instar des autres espèces de tétraogalles, le chant consiste en une répétition de quatre ou cinq notes stridentes, portant fort loin. Ils émettent à l’envol des sifflements aigus et prolongés qui s’accélèrent et se mêlent pour ne former qu’une sorte de cri unique qui résonne à travers les pentes rocheuses (Hennache & Ottaviani 2011).

## Nidification
Les couples se forment en avril. Les mâles chantent du haut d’un promontoire dès l’aube. Le nid consiste en une dépression délimitée avec des herbes et des feuilles mortes, protégée par un buisson ou un rocher en surplomb. La ponte a lieu d’avril à juin (Lu 2002).

## Statut, conservation
Son habitat à haute altitude le protège efficacement contre la plupart des menaces qui pèsent sur les autres espèces de tétraogalles. De plus, il a une très grande aire de distribution, ce qui laisse supposer que la population globale n’est pas menacée, mais la situation pourrait être fort différente suivant les régions et les sous-espèces. Ainsi, la population vivant à l’est du plateau de Qinghai-Tibet, à proximité de Xunhua, à la limite du Kansou, est génétiquement très différente des autres populations du plateau de Qinghai-Tibet (Hennache & Ottaviani 2011). An et al. (2009) suggèrent de la gérer comme une unité de conservation, de façon à maintenir une taille de population suffisante pour conserver la diversité génétique existante, et à ne pas introduire de gènes provenant d’autres populations, sauf menace imminente d’extinction par dérive génétique.